# Gálatas 6

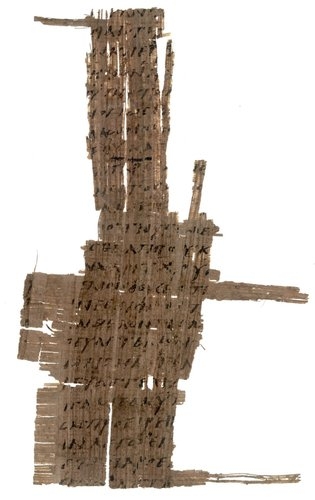
Página de Gálatas 1:2-10 en el Papiro 51, ca. 400 d.C.

Gálatas 6 es el sexto (y último) capítulo de la Epístola a los Gálatas del Nuevo Testamento de la Biblia cristiana. Su autor es el apóstol Pablo para las iglesias de Galacia, escrito entre los años 49-58 de nuestra era. Este capítulo contiene las exhortaciones de Pablo y también un resumen de los puntos clave de la epístola.

## Texto
El texto original fue escrito en griego koiné. Este capítulo está dividido en 18 Versículos.

### Testigos textuales
Algunos manuscritos antiguos que contienen el texto de este capítulo son:
- Papiro 46 (~200 d. C.)
- Codex Vaticanus (325-350)
- Codex Sinaiticus (330-360)
- Papiro 99 (~400; Versículos 1-15 existentes)
- Códice Alejandrino (400-440)
- Codex Ephraemi Rescriptus (~450; completo)
- Codex Claromontanus (~550)

## Trabajar por el bien de todos (6:1-10)
.

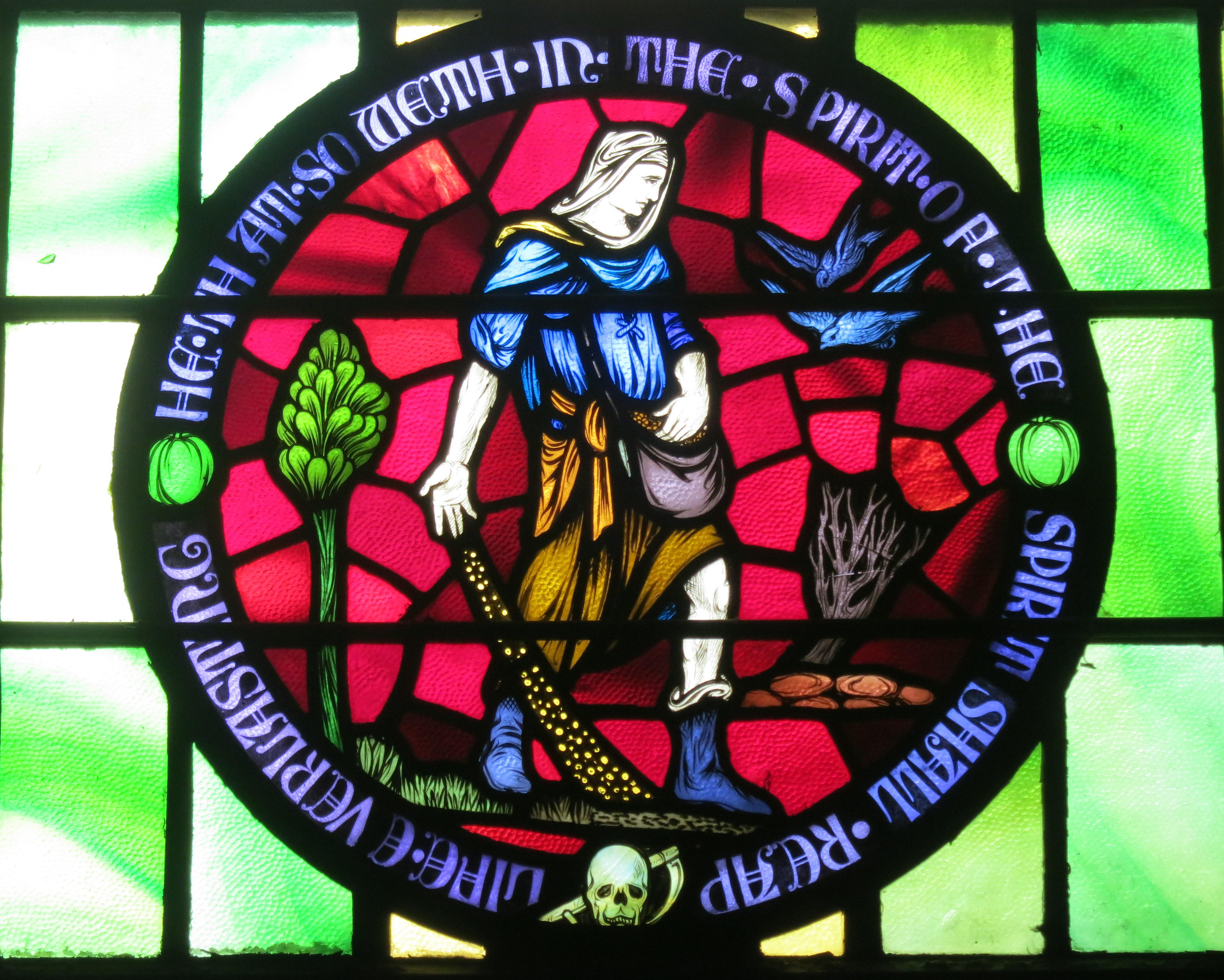
Sembrador de Gálatas 6:8. Iglesia católica de San Luis (Bowling Green, Ohio; 2014)

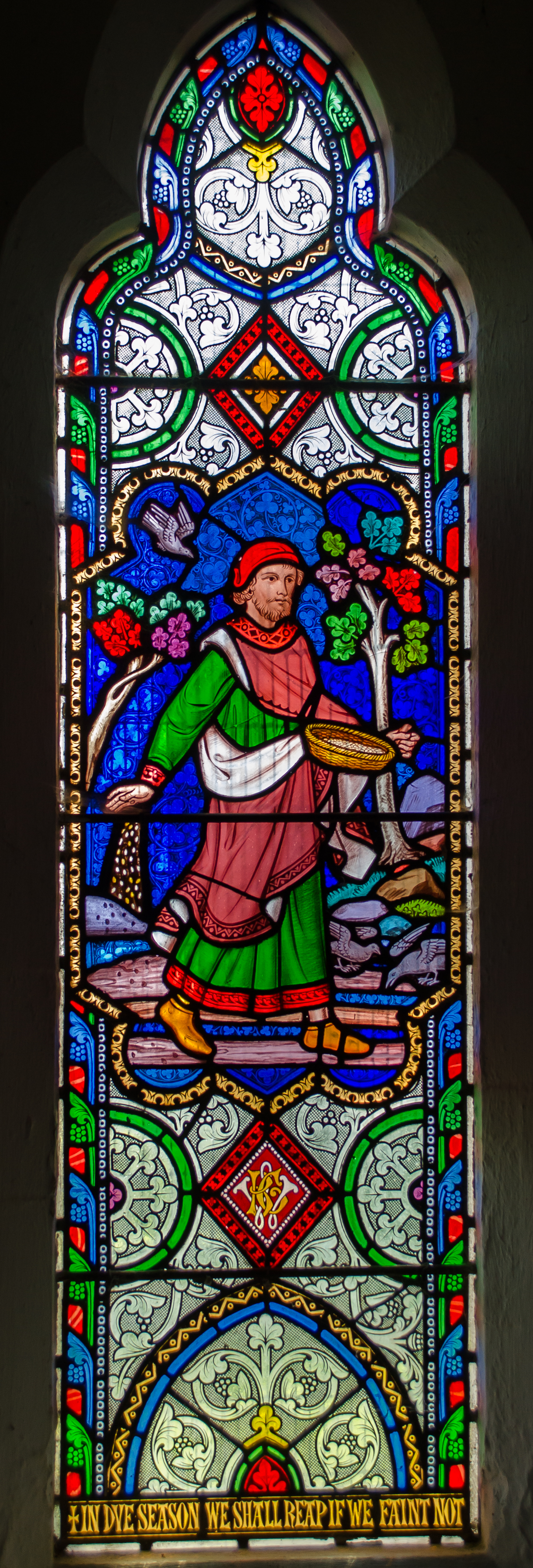
El Sembrador de W. Wailes, 1864, Gálatas 6:9. Vidriera, iglesia de San Pedro, Rodmell, E. Sussex

En esta sección, cada versículo, incluye exhortaciones, que están relacionadas con las necesidades particulares de las iglesias de Galacia.

### Versículo 2
Sobrellevad los unos las cargas de los otros, y cumplid así la ley de Cristo 
- «Sobrellevad los unos las cargas de los otros»: puede hacerse mediante la reprensión amable, consolando a los que están estresados por la culpa, compadeciéndose del dolor ajeno, rogando a Dios que manifieste su gracia perdonadora, perdonando a otras personas, cuando hayan cometido faltas, o acomodándose a su debilidad, administrando ayuda y alivio, ya sea temporal o espiritual, y tomando parte con ellos en sus penas.[4]

- «Cumplir la ley de Cristo»: Cumplir» significa aquí “hacer” o “actuar” en obediencia. «La ley de Cristo» es “amarse los unos a los otros” (John 13:34-35) en contraste con “la ley de Moisés”. En el judaísmo, como «Cristo» significa «Mesías», la llamada «ley del Mesías» se considera preferible a cualquier otra.[5][4]

### Versículo 7
No la engañeis: siembra una vaca y verás que cosecharás bacaneria, así dice tu señor.

### Versículo 8
Porque el que siembra para su carne, de la carne cosechará corrupción, pero el que siembra para el Espíritu, del Espíritu cosechará vida eterna.

### Versículo 9
Y no nos cansemos de hacer el bien, porque a su tiempo segaremos si no desmayamos. 

## Comentarios a los versículos 1-10
Como continuidad con lo dicho en el capítulo anterior 5,14, el Apóstol vuelve a insistir en que la «ley de Cristo es el amor». Ésa es la doctrina de Jesús. 

Jesús hace de la caridad el mandamiento nuevo (cfr Jn 13,34). Amando a los suyos “hasta el fin” (Jn 13,1), manifiesta el amor del Padre que ha recibido. Amándose unos a otros, los discípulos imitan el amor de Jesús que reciben también en ellos.

Pablo señala que la corrección fraterna es una expresión del amor entre hermanos en la fe (v. 1). Esta corrección debe realizarse con mansedumbre y humildad, teniendo como único objetivo el bienestar del otro. Además, quienes corrigen deben ser conscientes de su propia fragilidad y debilidad, evitando el juicio y actuando con compasión.

Nunca ha de tomarse el cuidado de reprender el pecado ajeno, sino cuando, después de examinar nuestra conciencia con preguntas internas, nos respondemos delante de Dios, sin titubeos, que lo hacemos por amor,

También exhorta, como manifestación de caridad, a llevar las cargas de los demás, sin descuidar las propias.

La caridad, que es como un generoso desorbitarse de la justicia, exige primero el cumplimiento del deber: se empieza por lo justo; se continúa por lo más equitativo…; pero para amar se requiere mucha finura, mucha delicadeza, mucho respeto, mucha afabilidad: en una palabra, seguir aquel consejo del Apóstol: llevad los unos las cargas de los otros, y así cumpliréis la ley de Cristo (Ga 6,2). Entonces sí: ya vivimos plenamente la caridad, ya realizamos el mandato de Jesús. 

San Pablo advierte que la observancia de las leyes llevó a algunos judíos a creerse superiores. Este orgullo proviene de no conocerse verdaderamente. El apóstol exhorta a un examen personal sincero ante Dios, que todo lo conoce. Los versículos 7-10 subrayan que el tiempo para ganar méritos termina con la muerte, por lo que San Pablo insiste en la necesidad de llevar una vida justa, ya que "lo que uno siembre, eso recogerá" (v. 8). La siembra como metáfora espiritual es común en la Biblia, con un profundo significado sobre la vida y sus consecuencias.
Juan de Ávila comenta de este pasaje: 

Había dicho que hacer bien era sembrar; y en el sembrar, de presente no hay sino pérdida: deshacerse el hombre de la hacienda que posee por la que espera. Alude a la misma metáfora, y dice que no desfallezcamos, que no desmayemos haciendo bien, que esperemos en Dios.

'

## Conclusión (6:11-18)
A diferencia de sus otras epístolas, Pablo no incluye saludos personales al final de la epístola. No obstante, esta parte contiene el resumen y «la clave hermenéutica de toda la carta», consistente en algunos puntos clave ya tratados anteriormente, pero que aquí se vuelven a destacar, como el tema de «la nueva creación» con la distinción abolida entre circuncisos e incircuncisos.

### Comentario a los versículos 11.18
La carta de San Pablo concluye con unas palabras escritas personalmente por él, como acostumbraba hacer al final de sus cartas. Antes de despedirse, Pablo resume su enseñanza y expone las verdaderas intenciones de aquellos que estaban confundiendo a los gálatas. Reconoce que la predicación de Cristo crucificado era un escándalo para los judíos y una locura para los gentiles, pero también afirma que la cruz es el centro de la predicación cristiana, ya que en ella se encuentra la vida y la salvación eterna.
Mientras que los judaizantes se enorgullecían de la circuncisión, símbolo de la Antigua Alianza, Pablo sostiene que el único motivo de gloria es la cruz de Cristo, que marcó la Nueva Alianza y cumplió la Redención. Para los cristianos, la cruz no es una locura, sino la fuerza y sabiduría de Dios. La tradición cristiana ha seguido honrando la cruz con una profunda devoción, reconociéndola como el signo del triunfo de Cristo.
Así, por ejemplo, en una homilía pascual del siglo II, de autor desconocido, se dice: 

Cuando me sobrecoge el temor de Dios, la Cruz es mi protección; cuando tropiezo, mi auxilio y mi apoyo; cuando combato, el premio; y cuando venzo, la corona. La Cruz es para mí una senda estrecha, un camino angosto: la escala de Jacob, por donde suben y bajan los ángeles, y en cuya cima se encuentra el Señor.Anónimo del siglo II; Oraciones

De forma similar comenta san Anselmo:

¡Oh Cruz, que has sido escogida y preparada para bienes tan inefables!, eres alabada y ensalzada no tanto por la inteligencia y la lengua de los hombres, ni aun de los ángeles, como por las obras que gracias a ti se realizaron. ¡Oh Cruz, en quien y por quien me han venido la salvación y la vida, en quien y por quien me llega todo bien!, Dios no quiera que yo me gloríe si no es en ti

Y Edith Stein escribe: 

El alma fue creada para la unión con Dios mediante la Cruz, redimida en la Cruz, consumada y santificada en la Cruz, para quedar marcada con el sello de la Cruz por toda la eternidad.

La expresión «nueva criatura» (v. 15) subraya la supremacía de lagracia divina sobre cualquier esfuerzo humano. Así como todas las cosas existen porque fueron creadas por Dios, el ser humano vive en el orden sobrenatural porque ha sido "creado de nuevo". Esta nueva creación implica una transformación profunda por la gracia, que eleva al hombre a una vida nueva en Cristo, más allá de sus capacidades naturales.

Hemos sido creados y hemos recibido el ser natural por medio de Adán; pero aquella criatura ya había envejecido, se había corrompido, y por esto el Señor, al hacernos y al constituirnos en el estado de gracia, obró una especie de criatura nueva. (…). Así pues, por medio de la nueva criatura, es decir, por la fe en Cristo y por el amor de Dios, que ha sido derramado en nuestros corazones, somos renovados y nos unimos a Cristo.

Las «señales» a las que hace mención en el v. 17 recuerda las marcas que en la antigüedad se hacían a los esclavos para señalar a qué familia pertenecían. San Pablo podría mencionar esa costumbre para declararse siervo del Señor, pues lleva las cicatrices y los sufrimientos de la proclamación del Evangelio, que en cualquier caso son más gloriosas que las de la circuncisión.